# Michelle Flipo
Michelle Flipo Bouffier (15 de junio de 1988) es una deportista franco-mexicana que compite en triatlón.
Ganó dos medallas en el Campeonato Europeo de Triatlón Campo a Través, en los años 2016 y 2021. En Xterra triatlón obtuvo dos medallas en el Campeonato Mundial, en los años 2018 y 2021, y dos medallas en el Campeonato Europeo, en los años 2016 y 2021.

## Palmarés internacional
| Representando a Francia |                       |                  |            |
| Campeonato Europeo      |                       |                  |            |
| Año                     | Lugar                 | Medalla          | Prueba     |
| 2016                    | Valle de Joux (Suiza) | Medalla de oro   | Individual |
| Representando a México  |                       |                  |            |
| Campeonato Europeo      |                       |                  |            |
| Año                     | Lugar                 | Medalla          | Prueba     |
| 2021                    | Molveno (Italia)      | Medalla de plata | Individual |

| Representando a Francia |                       |                   |            |
| Campeonato Europeo      |                       |                   |            |
| Año                     | Lugar                 | Medalla           | Prueba     |
| 2016                    | Olbersdorf (Alemania) | Medalla de oro    | Individual |
| Representando a México  |                       |                   |            |
| Campeonato Mundial      |                       |                   |            |
| Año                     | Lugar                 | Medalla           | Prueba     |
| 2018                    | Maui (Estados Unidos) | Medalla de plata  | Individual |
| 2021                    | Maui (Estados Unidos) | Medalla de bronce | Individual |
| Campeonato Europeo      |                       |                   |            |
| Año                     | Lugar                 | Medalla           | Prueba     |
| 2021                    | Trento (Italia)       | Medalla de plata  | Individual |